# Празаускас, Альгимантас Аугустинович
Альгимантас Аугустинович Празаускас (лит. Algimantas Prazauskas; 26 апреля 1941 — 31 октября 2007) — советский, российский, литовский ориенталист, профессор, доктор исторических наук, профессор кафедры политологии Института политологии и дипломатии Университета Витаутаса Великого. Автор известного термина «постсоветское пространство».

## Биография
Альгимантас Аугустинович Празаускас был сотрудником Института востоковедения РАН. С 1998 года он директор (с 1998 по 2000) и профессор кафедры политологии Института политологии и дипломатии Университета Витаутаса Великого (Каунас, Литва). С 2001 года также работал в Центре исследований Азии и преподавал в Латвийском университете и Европейском гуманитарном университете.
Габилитированный доктор социальных наук (политология) и доктор гуманитарных наук (история).
Альгимантас Празаускас родился 26 апреля 1941 года в Мажейкяй (Литовская ССР). Окончил среднюю школу в Клайпеде, затем в 1961 году поступил на Восточный факультет Ленинградского государственного университета, который закончил в 1966 году. В 1967 году поступил на работу в Институт востоковедения РАН, где работал до 1998 года (с 1967 по 1979 — в должности младшего научного сотрудника, с 1980 по 1984 — старшего научного сотрудника, с 1984 по 1989 — руководителя группы научного сообщества, с 1990 по 1998 — заведующего сектором этнополитических проблем (с 1995 года — политологии). В 1970 году защитил диссертацию на звание кандидата исторических наук, в 1991 году становится доктором наук.
Одновременно с работой в Институте востоковедения РАН Альгимантас Празаускас участвовал в международных конференциях в СССР, Индии, США, Германии, Нидерландах, Греции, Испании, Тайване, Литве, Эстонии, Украине и Грузии. В 1993 году был приглашен в качестве исследователя в Университет Штата Мэриленд, в 1995 работал исследователем в Международном институте социальных исследований (International Institute of Social Studies) в Гааге (Нидерланды), с 1995 по 1998 был профессором Московского государственного института международных отношений. В 1998 году Альгимантас Празаускас возвращается в Литву и становится директором и профессором Института международного права и политических наук (позднее — Институт политологии и дипломатии) Университета Витаутаса Великого, где проработал вплоть до 31 октября 2007 года. Одновременно с работой в Университете Витаутаса Великого, Альгимантас Празаускас преподавал в Латвийском университете и Европейском гуманитарном университете.

## Научная деятельность
Альгимантас Аугустинович Празаускас был одним из крупнейших советских (а затем российских и литовских) ученых-востоковедов, долгое время жил и проводил полевые исследования в Индии и Непале и внес значительный вклад в изучение этноса, религии, экономики, межэтнических отношений и политических процессов в странах зарубежного Востока и Африки. В поздние годы А.А. Празаускас также специализировался на международных отношениях, политических процессах в странах бывшего СССР и проблемах их евроинтеграции. В частности, А.А. Празаускасом был введен термин «постсоветское пространство», который объединял в отдельную категорию независимые государства, вышедшие из состава СССР в 1991 году. Находясь в Литве, профессор Празаускас организовал центр исследования проблем Востока при университете Витаутаса Великого, который в 2001 году во время своего визита в Литву посетил Далай Лама XIV. 
Также А.А. Празаускас разработал коэффициент политического неравенства этнических общностей (также известен как коэффициент Празаускаса), оценивающий положение этнических групп в многонациональных государствах. Коэффициент равен отношению доли того или иного этноса в соответствующем органе власти к доле этого этноса в удельном весе всего населения страны (иными словами, как процент в элите к проценту в общей численности населения).
Помимо широкой научно-исследовательской деятельности, профессор Празаускас также был известен как полиглот, знающий 14 языков, и блестящий преподаватель, читавший лекции на нескольких языках в университетах Европы и СНГ, а также многократными выступлениями на международных конференциях и в СМИ.  

## Семья и личная жизнь
Был женат (с 1991 по 2007), супруга — Люция Празаускене (лит. Liucija Prazauskiene), врач-кардиолог. Сын Мартин (лит. Martinas Prazauskas, род. 1992) — по образованию экономист.

## Публикации
Празаускас автор более 100 монографий и статей. В том числе:
- Празаускас А. А. (автор и составитель) Этнос и политика: Хрестоматия. — Издательство «Ун-т Рос. акад. образования» 400 стр., 2000 ISBN 5-204-00152-2
- Празаускас А. А. (автор) Сикким: 22-й Штат Индии. — Москва: Издательство «Наука» 127 стр., 1980
- Празаускас А. А. (автор) Бутан. Сикким. — Москва: Издательство «Мысль». Главная редакция географической литературы, 1970
- Празаускас А. А. (автор и составитель) Северо-восточная Индия: этническая ситуация и политика. — Издательство «Наука», 1981. — 239 с.
- Algimantas Prazauskas, Ingrida Unikaitė (соавтор) Politologijos pagrindai. // Vytauto Didžiojo universiteto leidykla 408 стр., 2008 ISBN 9789955122456

Научные статьи Альгимантаса Празаускаса публиковались в России, Великобритании, США, Индии и Израиле.